# Верхняя Грабовница
Верхняя Грабовница (укр. Верхня Грабівниця) — село в Ждениевской поселковой общине Мукачевского района Закарпатской области Украины.
Население по переписи 2001 года составляло 422 человека. Почтовый индекс — 89121. Телефонный код — 3136. Занимает площадь 1,046 км². Код КОАТУУ — 2121584502.